# Galaktické jádro

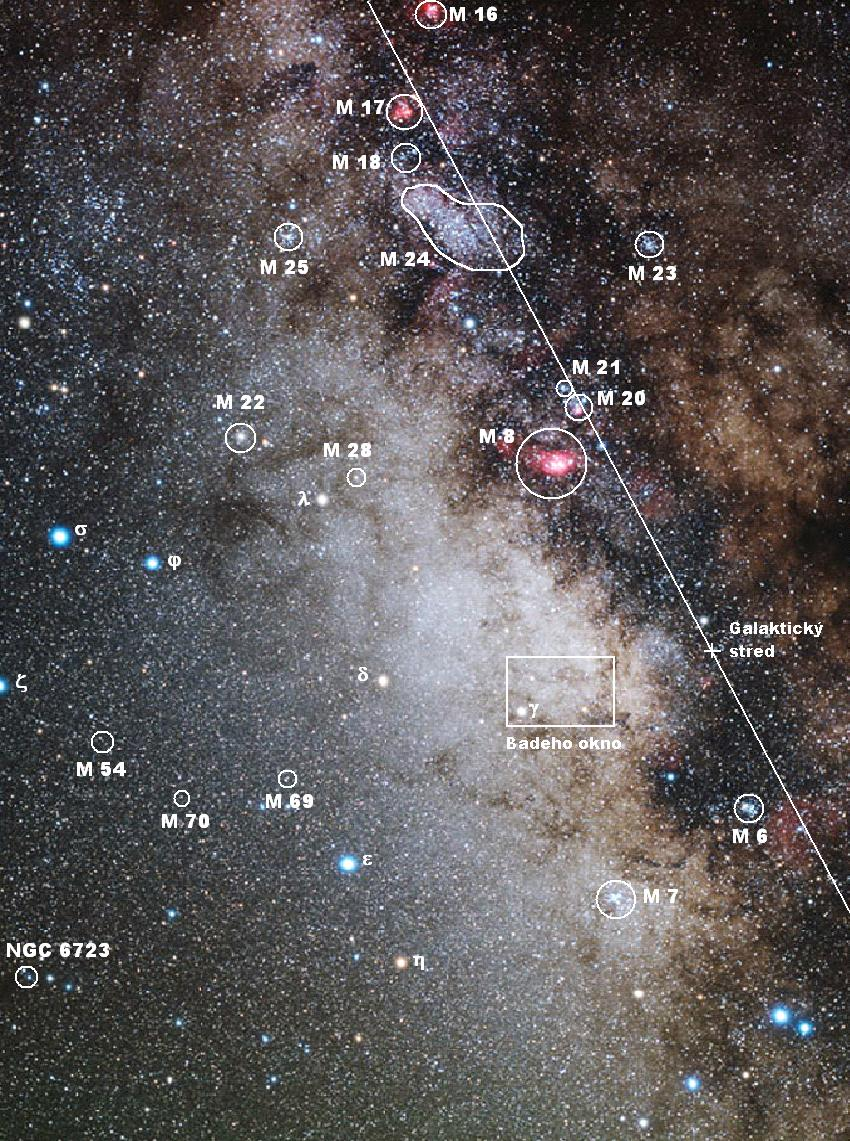
Poloha jádra naší galaxie v souhvězdí Střelce

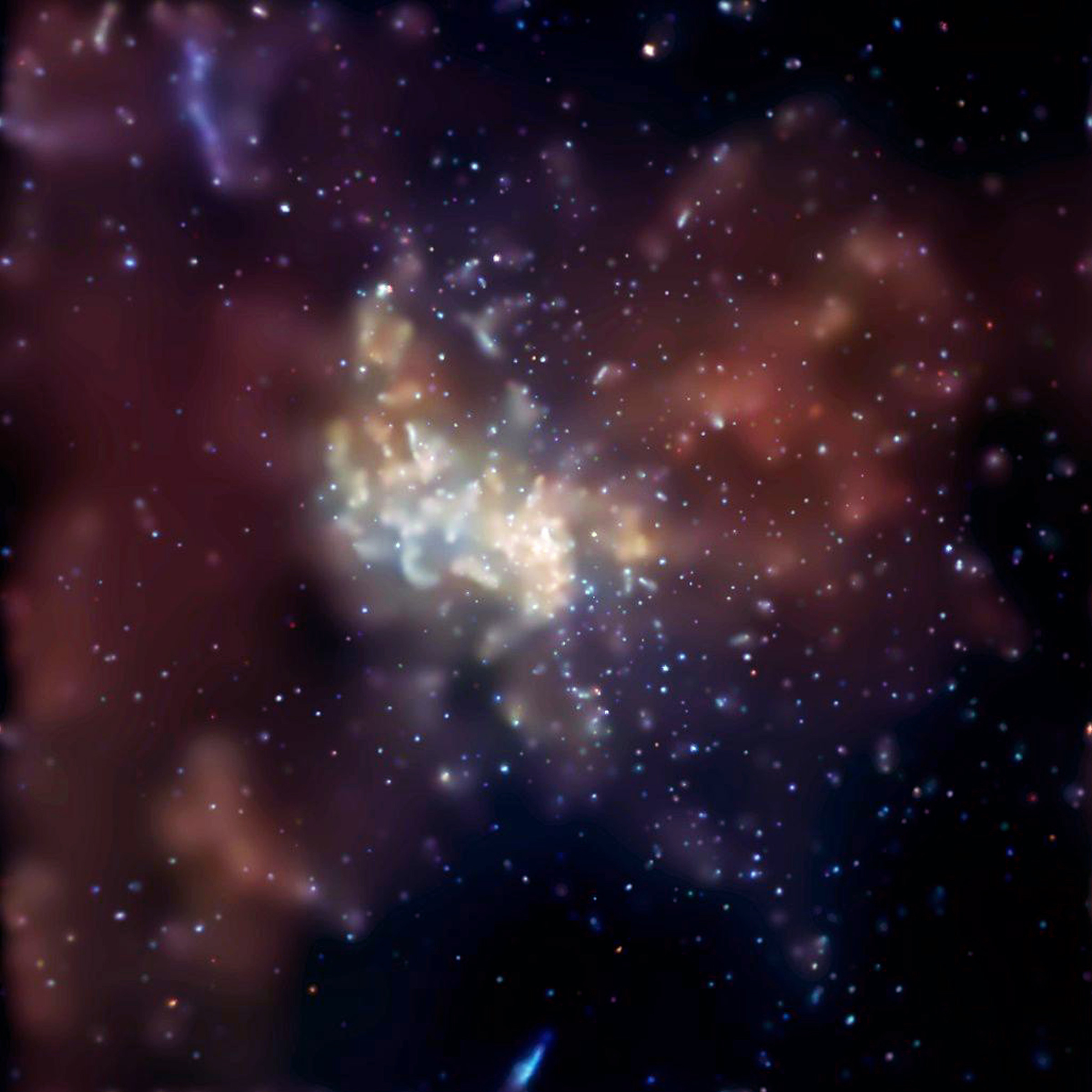
Rentgenový snímek z observatoře Chandra, zobrazující jádro naší galaxie v nepravých barvách. Sagittarius A* se nachází v nejjasnější části snímku. Velké červené oblasti v pravém horním a levém dolním roku jsou laloky horkého plynu s teplotou několik milionů °C, které jsou symetricky rozložené ve vzdálenosti několika desítek světelných let po obou stranách černé díry. Tyto laloky jsou důkazem jedné, nebo více explozí na horizontu černé díry, ke kterým došlo v průběhu posledních 10 000 let. Na snímku bylo nalezeno více než 2000 dalších rentgenových zdrojů.

Galaktické jádro je označení centra rotace naší Galaxie, které leží ve směru souhvězdí Střelce, kde Mléčná dráha ve viditelném světle září nejjasněji a obsahuje nejvíce hvězd. Jádro galaxie je od Země vzdálené 24 800 světelných let. V jádru naší Galaxie se nachází obří černá díra, která vykazuje jiné zajímavé astrofyzikální fenomény.
Velikost oblasti považované za jádro se v různých publikacích uvádí různě. V nejužším smyslu se za jádro považuje oblast s průměrem zhruba 5 až 10 světelných let, v širším smyslu je to kulovitá oblast s poloměrem až 500 ly. V nejširším smyslu jde o celou středovou galaktickou výduť.
Hustota objektů směrem ke středu galaxie vzrůstá. V poměrně malém prostoru galaktického jádra je nakupeno mnoho hvězd, hvězdokup, mezihvězdné hmoty, tmavé hmoty, rádiových, rentgenových, infračervených zdrojů a pravděpodobně obrovská černá díra.

## Poloha jádra
Galaxie (nazývaná také Mléčná dráha), v které se nachází Sluneční soustava, má tvar vícepramenné spirály a při pohledu z boku je ve svém středu vydutá. Protože se Sluneční soustava nachází blízko roviny spirály (disku), na naši Galaxii se díváme téměř přesně z boku. Tomu odpovídá i hustota pásu Mléčné dráhy, která je vidět na obloze. Nejhustší a zároveň nejjasnější je Mléčná dráha v souhvězdí Střelce, proto se předpokládalo, že někde tam musí být jádro galaxie. Jeho přesná poloha však nebyla dlouho známá, neboť právě v tom směru leží hustá molekulární oblaka, která všechno světlo přicházející směrem od jádra oslabuje až o 30 magnitud. Přes tato mračna k nám tak projde jen jedna biliontina emitovaného světla. 
Vzhledem k tomu, že galaktické souřadnice se odvozují od jádra galaxie, byl až do roku 1959 jako nulový bod pro tuto soustavu souřadnic průsečík galaktického rovníku a ekliptiky. Když se zjistilo, že galaktický střed leží asi 5° pod ekliptikou, byl nulový bod přemístěný tam, na souřadnice rektascenze = 17h 42,4´, deklinace = -28° 55´. Tím se posunula celá soustava souřadnic. V galaktické šířce žádná změna nenastala, ale galaktická délka se změnila a od roku 1959 se označuje jako bII (předtím bI).

## Galaktické souřadnice
Souřadnicový systém je založený na rovině Galaxie, středem je poloha Slunce a nulové galaktické délky a galaktické šířky směřují přímo na galaktický střed. Na označení galaktických souřadnic jsou použité l (galaktická délka) a b (galaktická šířka).
Nulový bod galaktické délky je RA = 17h45m37s, Dec = -28°56'10" a galaktický severní pól je RA = 12h51m26s, Dec = +27°07'42" (platí pro epochu 2000).

## Střed jádra
Uprostřed galaktického jádra se pravděpodobně nachází obří černá díra. Tato gigantická černá díra, nacházející se přesně v těžišti galaxie, dostala označení Sagittarius A*. Její hmotnost dosahuje 2,5 (někde se uvádí až 3) milióny hmotností Slunce. Takovéto obří černé díry, jejichž existence se předpokládá i v jádrech jiných velkých galaxií, nevznikají z hvězd, ale gravitační kontrakcí plynu uprostřed rodících se galaxií. Okolo této černé díry obíhá Slunce a všechny ostatní hvězdy galaxie rychlostí asi 250 km/s. Sagittarius A* je zároveň nejjasnější rádiový zdroj v okolí středu galaxie. Je také rentgenovým a gama proměnným zdrojem. Toto záření vysílá plyn a prach, padající do černé díry. Černou díru Sagittarius A* obklopuje kupa modrých hvězd s označením IRS 16. Je vzdálená od středu asi 0,1 světelného roku. Ve vzdálenosti asi 10 světelných let od středu je další rádiový zdroj s označením Sagittarius A West (západní). Je to disk horkého ionizovaného plynu, v jehož středu je hvězdokupa obsahující asi 2,5 milionů hvězd.

## Okolí jádra
Okolo jádra Galaxie se ve vzdálenosti zhruba 20 světelných let nachází zásobník chladnějšího plynu. Asi 30 světelných let od jádra je třetí rádiový zdroj Sagittarius A East (východní). Tato bublina horkého plynu je pozůstatkem po supernově. Ve větší vzdálenosti (asi 100 ly) leží útvar nazývaný Oblouk, který tvoří úzká zkroucená vlákna plynu. Tato vlákna jsou dlouhá až 150 světelných let, ale široká jen půl světelného roku. Jejich zakřivení způsobují silná magnetická pole v blízkosti středu. Oblouk byl objevený v roce 1984. Přibližně ve stejné vzdálenosti se nachází Myš – hvězda s chvostem. Je to pravděpodobně neutronová hvězda s velkým prostorovým pohybem. O dalších 200 světelných let dále je Rádiový výběžek – zmagnetizovaný plyn ve tvaru komína. Jeho součástí je i Oblouk. Ve vzdálenosti 340 ly od středu se nachází další černá díra s výběžkem, pojmenovaná Velký anihilátor. 400 světelných let od jádra se rozprostírá obří molekulární mračno Sagittarius B. Jeho hmotnost je 2 miliony hmotností Slunce a hustota 10 000 až 100 000 molekul vodíku na kubický centimetr. Kromě molekul vodíku v něm astronomové objevili velký počet složitých mezihvězdných molekul, například etylalkohol. V masivním mraku Sagittarius B se nachází 5 oblastí intenzivního zrodu hvězd porovnatelných s Mlhovinou v Orionu, nebo i větších. To vše obklopuje ve vzdálenosti asi 500 ly Molekulární prstenec, což je prstenec molekulárních mračen. Tento prstenec se rozpíná rychlostí 150 km/s. Do pohybu se dal po explozi asi před milionem let.